# Piusa (rivière)
La Piusa (en estonien : Piusa jõgi) est une rivière du sud-est de l'Estonie et dans l'oblast de Pskov, en Russie,.

## Présentation
La rivière Piusa prend sa source au lac Plaani Külajärv (et), dans les collines de Haanja, et se jette dans le lac de Pihkva.
La longueur de la rivière est de 108 kilomètres, dont 14 kilomètres sur le territoire de la Russie.
Son bassin versant à une superficie de 796 km2, dont 508 km2 en territoire estonien.
Son dénivelé de 214 mètres est le plus élevé de toutes les rivières estoniennes et son débit moyen est de 5,5 m3/s à 6 m3/s.
Piusa est la rivière avec la plus grande chute d'Estonie. Il y a 39 moulins à eau sur la rivière Piusa,.
Sur une section de 17 kilomètres près de Petchory, la Piusa est la rivière frontalière entre l'Estonie et la Russie.

## Zone protégée
La zone de protection paysagère de la vallée de la rivière Piusa (et), qui part des ruines du château épiscopal de Vana-Vastseliina et s'étend en aval, a été créée pour protéger la vallée de la rivière Piusa. La superficie de la zone protégée est de 720 hectares.
Le sentier de randonnée de la vallée de la Piusa (et) se trouve également dans la zone protégée.

## Rivière frontalière
La rivière Piusa est une rivière frontalière entre le Setos et les Võros : sur la rive droite se trouvent les localités de Setos et sur la rive gauche se trouvent les localités des Võros.
La rivière Piusa formait la frontière entre Võrumaa et Setumaa.
La frontière ouest et nord de l'ancienne commune de Meremäki longeait la rivière. Historiquement et ethnographiquement, la région de Meremäki appartient à Setumaa, mais aujourd'hui administrativement elle appartient à Võruma. Une partie de la rivière constitue également la frontière administrative entre Võrumaa et Põlvamaa.
Autrefois, la Piusa, dans son cour supérieur, était aussi une frontière entre les royaumes. Lorsque les chevaliers teutoniques conquirent la Livonie au Moyen Âge, la rivière Piusa devint la frontière entre la Livonie et la Russie, et en même temps entre l'Europe occidentale catholique et l'Europe orientale orthodoxe.
Afin de défendre la frontière, le château-fort de Vastseliina fut construit au bord de la rivière en 1342,.

## Galerie

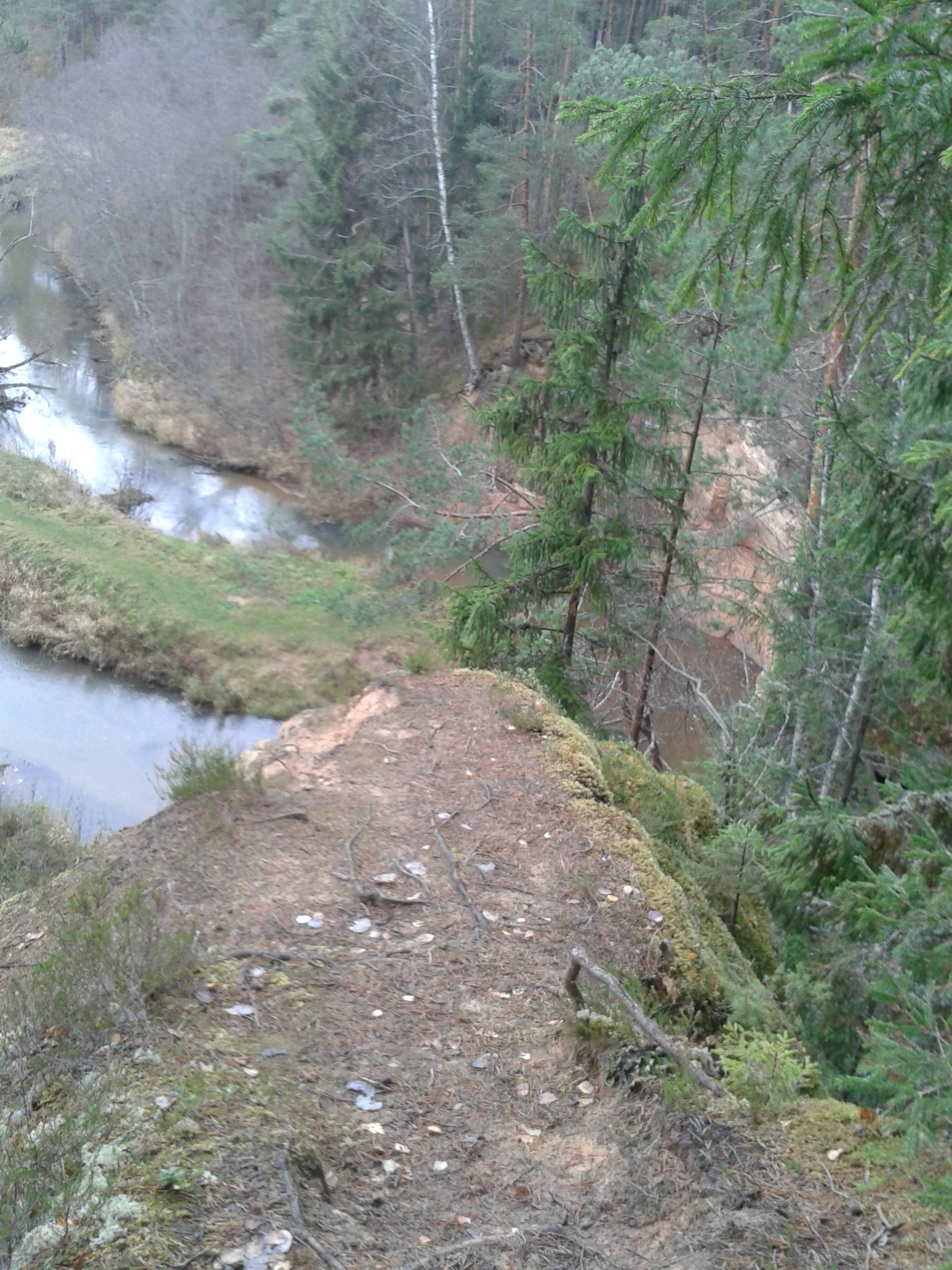
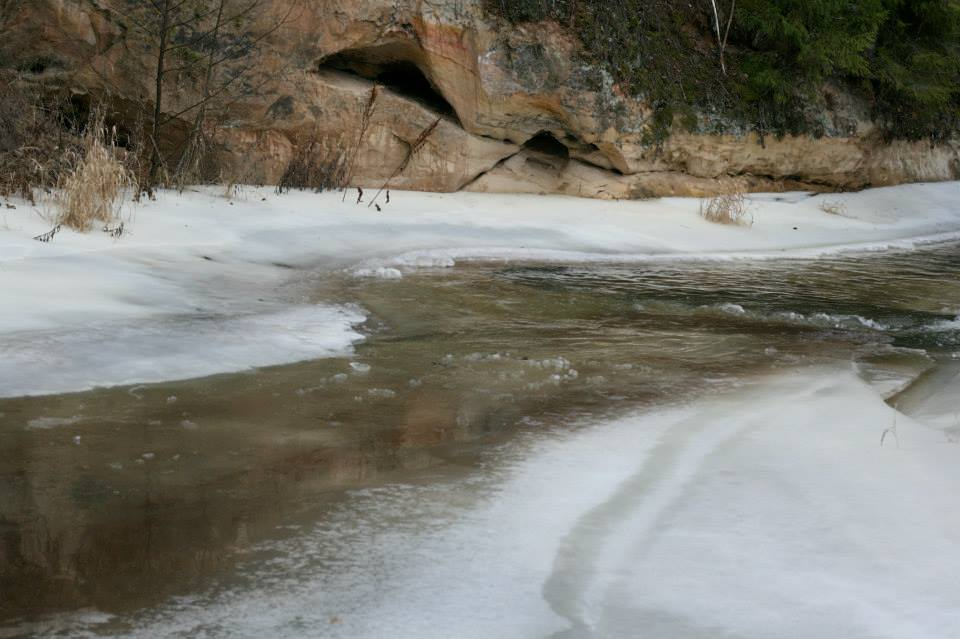
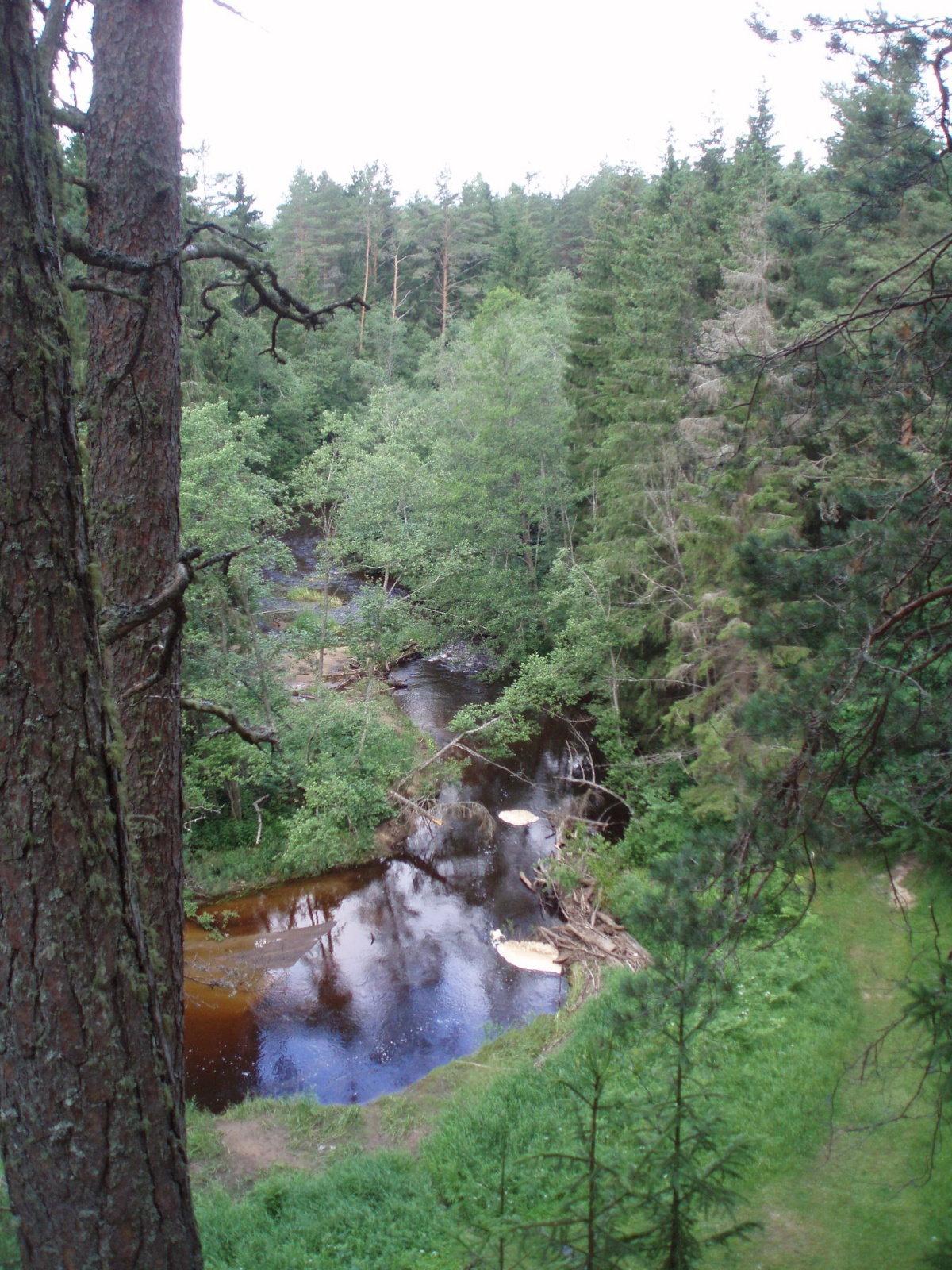
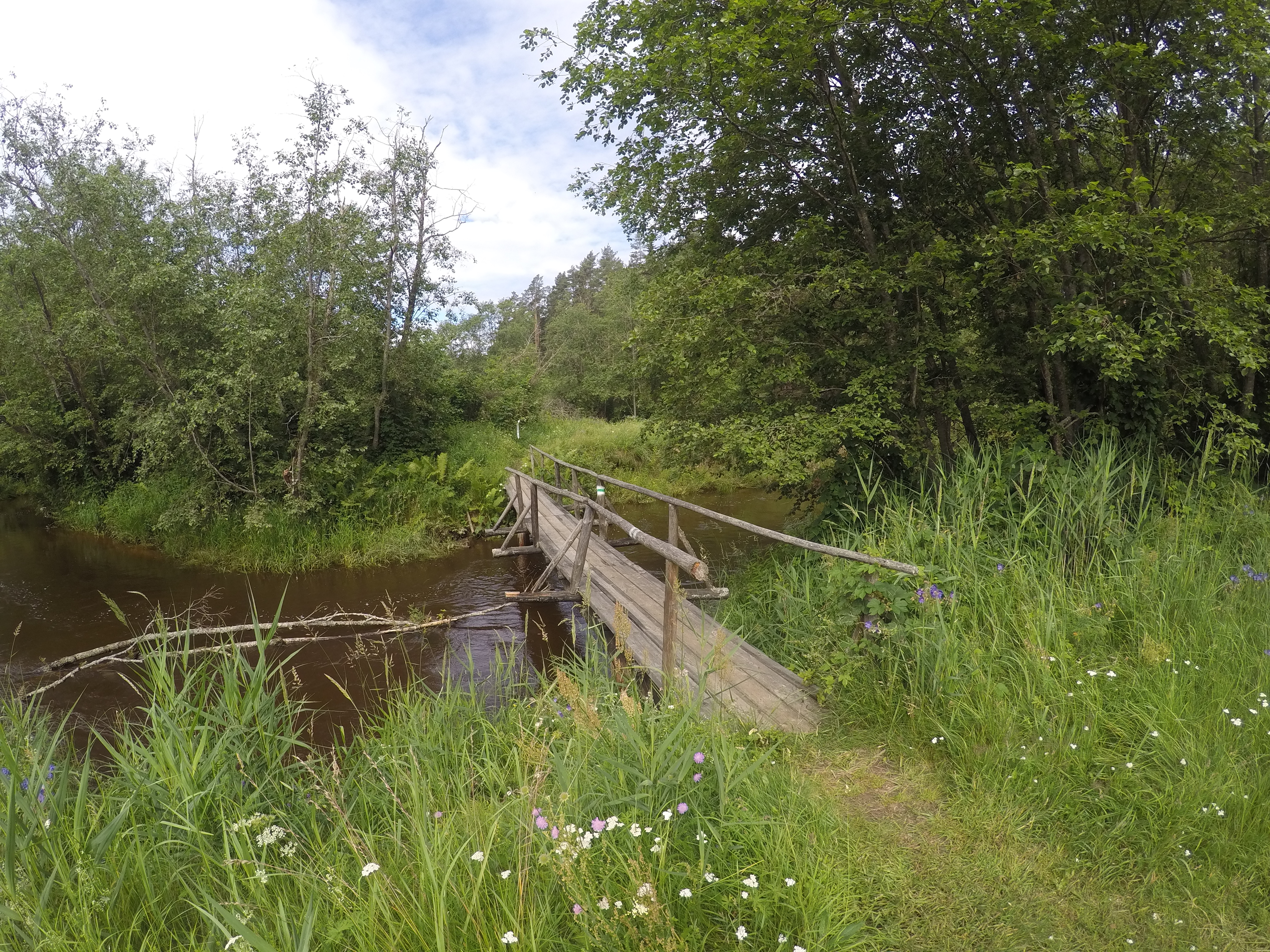

### Articles  connexes
- Liste des cours d'eau de l'Estonie